# Estreito da Calheta
Pour les articles homonymes, voir Estreito et Calheta.
Estreito da Calheta est une freguesia portugaise située dans la ville de Calheta, dans la région autonome de Madère.
Avec une superficie de 14,70 km2 et une population de 1 630 habitants (2001), la paroisse possède une densité de 14,32 hab/km2.